# Chordospartium muritai
Chordospartium muritai är en ärtväxtart som beskrevs av A.W.Purdie. Chordospartium muritai ingår i släktet Chordospartium och familjen ärtväxter. IUCN kategoriserar arten globalt som akut hotad. Inga underarter finns listade i Catalogue of Life.